# Centerville (Minnesota)
Centerville é uma cidade localizada no estado americano de Minnesota, no Condado de Anoka.

## Demografia
Segundo o censo americano de 2000, a sua população era de 3202 habitantes.
Em 2006, foi estimada uma população de 3765, um aumento de 563 (17.6%).

## Geografia
De acordo com o United States Census Bureau tem uma área de
6,3 km², dos quais 5,6 km² cobertos por terra e 0,7 km² cobertos por água. Centerville localiza-se a aproximadamente 270 m acima do nível do mar.

## Localidades na vizinhança
O diagrama seguinte representa as localidades num raio de 12 km ao redor de Centerville.